# TORIIIIIICO!
「TORIIIIIICO! feat. CASSETTE VISION」（トリーコ フィーチャリング カセット・ビジョン）は、KICK THE CAN CREWの楽曲。2002年12月11日から10枚目のシングルとして発売。

## 概要
2ndアルバム『magic number』からのフライングシングル。
収録曲はタイトル曲とインストのみの計2曲収録で、525円のいわゆるワンコインシングルである。
CASSETTE VISIONとはKICK THE CAN CREW、DJ SHUHO、DJ TATSUTA、INNOSENCE、CUEZEROからなるグループ。

## ミュージック・ビデオ
「TORIIIIIICO!」のミュージック・ビデオの撮影は北海道で行われた。

## 収録曲
1. TORIIIIIICO!
  - 作詞・作曲:MCU/LITTLE/KREVA/CUEZERO/INNOSENSE
  - X-TRAIL JAM（スノーボードなどのニュー・スポーツの祭典）のテーマ・ソング。
2. TORIIIIIICO! (instrumental)

## 収録アルバム
- magic number (#1)
- BEST ALBUM 2001-2003 (#1)